# علی‌خان زنگنه
علی‌خان زنگنه از بزرگان کُرد ایل زنگنه و از سلسله حاکمان زنگنه بود که بر کرمانشاهان و سرحدات عراقین بود. وی در زمان سلسله زند از ۱۱۹۹ قمری (۱۷۸۴ میلادی) تا سال ۱۲۰۹ قمری (۱۷۹۴ میلادی) به مدت نزدیک به ۱۰ سال حاکم کرمانشاه بود. وی عموی الله‌قلی‌خان زنگنه بود و پس از وی به قدرت رسید.

## گرایش مذهبی
به گفتۀ محمدعلی سلطانی علی‌خان زنگنه فردی متشرع بود و به همین دلیل در سرکوب صوفیان در کرمانشاه با آقا محمدعلی بهبهانی همکاری کرد و فضای مناسبی برای فعالیت او فراهم کرد. این مسئله بهانه‌ای به دست حکومت قاجار داد تا سلسلۀ حاکمان زنگنه را که از دوران صفویه تا آن زمان در کرمانشاه حکومت می‌کردند کنار بزنند. فتحعلی‌شاه برای نخستین بار حاکمی غیرکُرد برای کرمانشاه تعیین کرد و محمدعلی‌خان شامبیاتی را به حکومت کرمانشاهان گماشت، که وی نیز بعداً به بهانۀ عدم همکاری با آقا محمدعلی بهبهانی برکنار و جای خود را به فتحعلی‌خان قاجار پسر میرزا محمدخان بیگلربیگی تهران داد.

## ساخت مسجد جامع کرمانشاه
علی‌خان زنگنه در کرمانشاه مسجدی ساخت که بعداً به مسجد جامع شهر کرمانشاه تبدیل شد. این مسجد در سال ۱۱۹۶ ه.ق (۱۷۸۱ میلادی) در زمان پادشاهی «علیمرادخان زند» ساخته شده است.